# Dan Racoțea
Dan Emil Racoțea (n. 21 iulie 1995, Brașov, România) este un handbalist român care joacă pentru C 'Chartres MHB și Echipa Națională a României. A participat la Campionatul European de handbal pentru tineret din 2012 și la Campionatul Mondial de handbal pentru tineret din 2013, marcând 31 și, respectiv, 52 de goluri.

## Legături externe
- Profil pe Handbal-Talents